# Provincia de Sajonia
La provincia de Sajonia (en alemán: Provinz Sachsen) fue una provincia prusiana ubicada a medio camino entre el reino de Hannover (Königreich Hannover) y el reino de Sajonia (Königreich Sachsen). Cierra algunos de los enclaves del estado histórico de Anhalt. La región histórica de la provincia de Sajonia hoy en día comprende la mayoría del actual estado federado alemán de Sajonia-Anhalt. La capital de la provincia fue Magdeburgo.

## Historia
La provincia fue creada en 1816 con los siguientes territorios:
- el antiguo Ducado de Magdeburgo y el principado de Halberstadt, que habían formado parte del reino de Westfalia de 1807-1813;
- partes del Margraviato de Brandeburgo que estaban situados en el margen occidental del río Elba, tales como Altmark;
- territorio ganado del reino de Sajonia tras la batalla de Leipzig en 1813: las poblaciones y los territorios circundantes Wittenberg, Merseburg, Naumburgo, Mansfeld, Querfurt y Henneberg;
- y territorios dados a Prusia tras el Reichsdeputationshauptschluss: tierras alrededor de Érfurt (anteriormente directamente subordinadas al emperador francés como el principado de Érfurt), el Eichsfeld (anteriormente propiedad del arzobispado de Maguncia) y las anteriores ciudades imperiales de Mühlhausen y Nordhausen.

El escudo de armas provincial como parte del Estado Libre de Prusia (1918-1933).

La provincia de Sajonia era una de las más ricas regiones de Prusia con una agricultura e industria altamente desarrolladas. En 1932 la provincia fue engrandada con la adición de la región en torno a Ilfeld y Elbingerode, que había sido previamente parte de la provincia de Hannover.
El 1 de julio de 1944, la provincia de Sajonia fue dividida según las líneas de sus tres regiones administrativas. El Erfurt Regierungsbezirk fue fusionado con el distrito Herrschaft Schmalkalden de la provincia de Hessen-Nassau y emplazada en el estado de Turingia. El Regierungsbezirk de Magdeburgo se convirtió en la provincia de Magdeburgo, y el Regierungsbezirk de Merseburg se convirtió en la provincia de Halle-Merseburg.
En 1945, la administración militar soviética combinó Magdeburgo y Halle-Merseburg con el estado de Anhalt en la provincia de Sajonia-Anhalt, con Halle como su capital. La parte más oriental del distrito de Blankenburg, exclave de Brunswick y el exclave de Turingia de Allstedt también fueron añadidos a Sajonia-Anhalt. En 1947, Sajonia-Anhalt se convirtió en estado.
Turingia y Sajonia-Anhalt fueron abolidos en 1952, pero fueron recreados tras la reunificación alemana en 1990, con algunos ligeros cambios en sus fronteras, como modernos estados de Alemania.